# 克莉絲汀·哈德森
克莉絲汀·哈德森（英語：Christina Hodson）是一名英國編劇，父母親分別來自英國與臺灣，知名電影作品有《大黃蜂》（2018年）和《猛禽小隊》（2020年）。

## 早期經歷
克莉絲汀·哈德森出生於英國倫敦，是台灣人和高加索人後裔。

## 職業生涯
克莉絲汀·哈德森是焦點影業在倫敦的開發主管。她的第一部劇本是電影《育阴房》。由娜歐蜜·華茲領銜主演，2016年11月11日首映。
2014年9月，索尼影視娛樂聘請哈德森打造科幻題材的劇本The Eden Project，陶比·麥奎爾參與製作，該項目未能繼續開發。
2015年5月，華納兄弟聘請哈德森根據1993年電影《絕命追殺令》改編新劇本。
2015年6月，哈德森加入派拉蒙影業麥可·貝的製作組，在阿奇瓦·高斯曼統籌下開發變形金剛系列。她為2018年電影《大黃蜂》撰寫劇本，由崔維斯·奈特執導。
2016年11月，哈德森與華納簽約，為電影《猛禽小隊》編劇。2018年4月，她開始為華納撰寫以「蝙蝠女」芭芭拉·高登為主角的電影劇本。兩部電影均設定於DC擴展宇宙。

## 編劇作品
| 年度 | 電影片名     | 電影片名      | 導演          |
| 年度 | 中文名       | 英文名        | 導演          |
| ---- | ------------ | ------------- | ------------- |
| 2016 | 《育阴房》   | Shut In       | 法倫·布萊克本 |
| 2017 | 《難以忘懷》 | Unforgettable | 丹尼斯·蒂诺威 |
| 2018 | 《大黃蜂》   | Bumblebee     | 崔維斯·奈特   |
| 2020 | 《猛禽小隊》 | Birds of Prey | 閻羽茜        |
| 2023 | 《閃電俠》   | The Flash     | 安迪·馬希提   |

## 資料來源
1. ↑  . Austin Film Festival.   [2016-10-30].[]
2. ↑  「閃電俠」編劇透露媽媽來自台灣 揭角色魅力來源 （页面存档备份，存于），中央社，2023-6-22
3. 1 2  . johnaugust.com.   [2018-11-02]. （原始内容存档于2020-09-23） （英语）.
4. ↑  Finke, Nikki. . Deadline Hollywood. 2012-12-17  [2017-06-01]. （原始内容存档于2015-06-26） （美国英语）.
5. ↑  Vlessing, Etan. . The Hollywood Reporter. 2014-11-05  [2015-09-09]. （原始内容存档于2015-09-24）.
6. ↑  Kit, Borys. . The Hollywood Reporter. 2014-09-26  [2015-09-09]. （原始内容存档于2020-11-11）.
7. ↑  Fleming Jr, Mike. . Deadline Hollywood. 2015-05-12  [2015-09-09]. （原始内容存档于2020-11-08）.
8. ↑  Fleming Jr, Mike. . Deadline Hollywood. 2015-06-02  [2015-09-09]. （原始内容存档于2015-09-08）.
9. ↑  Fleming Jr, Mike. . Deadline Hollywood. 2016-11-11  [2019-04-02]. （原始内容存档于2017-07-13）.
10. ↑  Busch, Anita. . Deadline Hollywood. 2017-03-03  [2017-06-01]. （原始内容存档于2017-03-03） （美国英语）.
11. ↑  . thehollywoodreporter. 2018-11-20  [2018-11-20]. （原始内容存档于2018-11-22）.
12. ↑  Gonzalez, Umberto. . TheWrap. 2016-11-11  [2017-12-16]. （原始内容存档于2017-12-20）.
13. ↑  Kit, Borys. . The Hollywood Reporter. 2018-04-09  [2018-04-09]. （原始内容存档于2018-04-26）.

## 外部連結
- 克莉絲汀·哈德森在互联网电影资料库（IMDb）上的資料（英文）
- 克莉絲汀·哈德森在时光网上的簡介（简体中文）